# Dario Hübner
Dario Hübner (Muggia, Província de Trieste, 28 d'abril de 1967), anomenat Bisonte (bisó), és un antic futbolista italià que jugava com a davanter. Hübner començà la seva carrera la temporada 1987-88 a l'AS Pievigina, de la categoria Interregionale, marcant 10 gols. Fou successivament màxim golejador de la Sèrie C (1991-92), la Serie B (1995-96) i la Sèrie A (2001-02, a l'edat de 35 anys, jugant al Piacenza Calcio, marcant 24 gols). Entre els clubs on jugà destaquen Cesena (Sèrie B), Brescia Calcio (dues temporades a la Sèrie A, i dues més a la B), Piacenza (Sèrie A), Ancona (Sèrie A), Perugia Calcio (Sèrie A) i Mantova (Sèrie C1). El setembre de 2005 abandonà el futbol professional i fitxà per l'AC Chiari de la Sèrie D, club al que abandonà al cap de dos mesos per fitxar per l'AC Rodengo Saiano, també de la Sèrie D. El 2007-08 jugà a l'Orsa Corte Franca d'Eccellenza.